# Уэднсбери
Уэднесбери (англ. Wednesbury) ― торговый городок в Сандуэлл, графство Уэст-Мидлендс, Англия, исторически расположенный в Стаффордшире. Он расположен недалеко от истока реки Тейм и является частью Черной страны. Уэднсбери расположен в 5 милях (8 км) к юго-востоку от Вулвергемптона, в 2,7 милях (4,4 км) к юго-западу от Уолсолла и в 7,3 милях (11,8 км) к северо-западу от Бирмингема. По данным переписи населения 2011 года, население города составляло 37 817 человек.
Значительные остатки большого рва, выкопанного на Сент-Мэри-роуд в 2008 году, повторяющего контуры холма и относящегося к периоду раннего средневековья, были интерпретированы как часть ограждения на вершине холма и, возможно, городища железного века, которое как давно подозревали находилось на этом месте. Первое подтверждённое написание имени было Уоденсбири, написанное в качестве подтверждения на обратной стороне копии завещания Вулфрика Спота, датированного 1004 годом. Уэднесбери (Городок Одена) ― одно из немногих мест в Англии, названное в честь дохристианского божества.
31 января 1916 года на Уэндсбери обрушилась одна из первых во время Первой мировой войны волн немецких цеппелинов.
Район Уэднсбери прекратил свое существование в 1966 году. Большая часть его территории была присоединена к Вест-Бромвичу, а небольшие участки отошли к округу Уолсолл. Район Уэстнсбери в Хейтли-Хит был присоединён к Вест-Бромвичу, а Уэстнсбери получил от Вест-Бромвича поместье Фрайар-Парк. Поместье Дэнджерфилд-Лейн (построенное в межвоенные и первые послевоенные годы) было присоединено к Дарластону, который теперь был частью расширенного района Уолсолл. В 1974 году Вест Бромвич объединился с Уорли (то есть Олдбери, Роули Реджис и Сметвик), образовав современный район Сэндвелл. Уэндсбери имеет почтовый индекс WS10, общий с Дарластоном в районе Уолсолл.
В 1970-х и 1980-х годах традиционная промышленность Уэднсбери пришла в упадок, а безработица выросла, но с 1990 года новые разработки, такие как новый комплекс лёгкой промышленности, парк розничной торговли и улица Юнион-стрит, доступная только для пешеходов, придали городу новый облик. Традиционный рынок по-прежнему является характерной чертой оживлённого центра, а улицы вокруг Рыночной площади теперь являются охраняемой природоохранной зоной.
В 2003 году музей и художественная галерея Уэднсбери организовали выставку Stuck in Wednesbury, первую выставку международного художественного движения стакизм в публичной галерее.
Нынешний городской автовокзал был открыт осенью 2004 года на месте своего предшественника.
4 ноября 2007 года компания Morrisons открыла супермаркет в центре города, создав около 350 новых рабочих мест. Несколько муниципальных бунгало и часть магазинов в центре города были снесены, чтобы освободить для них место.
Архивы района Уэднсбери хранятся в Службе истории и архивов сообщества Сэндвелл в Сметвике.